# Emma McKeon
Emma McKeon (Wollongong, 24 mei 1994) is een Australische zwemster. McKeon is de dochter van oud-zwemmer Ron McKeon en de zus van zwemmer David McKeon. Ze vertegenwoordigde haar vaderland op de Olympische Zomerspelen 2016 in Rio de Janeiro, op de  Olympische Zomerspelen 2020 in Tokio en op de Olympische Zomerspelen 2024 in Parijs. Tijdens haar carrière behaalde McKeon 14 olympische medailles waaronder 6 gouden. Hiermee is McKeon Australisch recordhouder op het gebied van olympische medailles. McKeon werd ook 5 keer wereldkampioen. Tijdens haar loopbaan zwom McKeon ook 8 keer naar een een wereldrecord in een estafettenummer.

## Carrière
Tijdens de Olympische Jeugdzomerspelen 2010 in Singapore behaalde McKeon zes medailles, waarvan één gouden medaille. Bij haar internationale debuut bij de senioren, op de wereldkampioenschappen kortebaanzwemmen 2010 in Dubai, eindigde de Australische als achtste op de 100 meter vrije slag, op de 50 meter vrije slag strandde ze in de halve finales. Op de 4x100 meter vrije slag eindigde ze samen met Felicity Galvez, Kotuku Ngawati en Marieke Guehrer op de vierde plaats. Samen met Rachel Goh, Sarah Katsoulis en Felicity Galvez zwom ze in de series van de 4x100 meter wisselslag, in de finale veroverden Goh en Galvez samen met Leisel Jones en Marieke Guehrer de bronzen medaille. Voor haar aandeel in de series ontving McKeon eveneens de bronzen medaille.
Op de wereldkampioenschappen zwemmen 2013 in Barcelona sleepte McKeon samen met Cate Campbell, Bronte Campbell en Alicia Coutts de zilveren medaille in de wacht op de 4x100 meter vrije slag. Op de 4x200 meter vrije slag zwom ze samen met Brittany Elmslie, Ami Matsuo en Alicia Coutts in de series, in de finale legden Elmslie en Coutts samen met Bronte Barratt en Kylie Palmer beslag op de zilveren medaille. Samen met Emily Seebohm, Samantha Marshall en Alicia Coutts zwom ze in de series van de 4x100 meter wisselslag, in de finale veroverden Seebohm en Coutts samen met Sally Foster en Cate Campbell de zilveren medaille. Voor haar inspanningen in de series van de 4x200 meter vrije slag en de 4x100 meter wisselslag werd McKeon beloond met twee zilveren medailles.
Tijdens de Gemenebestspelen 2014 in Glasgow behaalde de Australische de gouden medaille op de 200 meter vrije slag, op zowel de 100 meter vrije slag als de 100 meter vlinderslag sleepte ze de bronzen medaille in de wacht. Op de 4x100 meter vrije slag legde ze samen met Bronte Campbell, Melanie Schlanger en Cate Campbell in een wereldrecordtijd van 3.30,98 beslag op de gouden medaille. Samen met Alicia Coutts, Brittany Elmslie en Bronte Barratt veroverde ze de gouden medaille op de 4x200 meter vrije slag. Op de 4x100 meter wisselslag behaalde ze samen met Emily Seebohm, Lorna Tonks en Cate Campbell de gouden medaille. In Gold Coast nam McKeon deel aan de Pan-Pacifische kampioenschappen zwemmen 2014. Op dit toernooi eindigde ze als vierde op de 100 meter vlinderslag en als tiende op de 200 meter vrije slag, op de 100 meter vrije slag strandde ze in de series. Samen met Bronte Barratt, Brittany Elmslie en Melanie Schlanger sleepte ze de zilveren medaille in de wacht op de 4x200 meter vrije slag.
Op de wereldkampioenschappen zwemmen 2015 in Kazan eindigde de Australische als vierde op de 100 meter vlinderslag en als zevende op de 200 meter vrije slag. Op de 50 meter vlinderslag werd ze uitgeschakeld in de series. Op de 4x100 meter vrije slag legde ze samen met Emily Seebohm, Bronte Campbell en Cate Campbell beslag op de wereldtitel. Samen met Emily Seebohm, Taylor McKeown en Bronte Campbell behaalde ze de bronzen medaille op de 4x100 meter wisselslag. Op de 4x200 meter vrije slag eindigde ze samen met Bronte Barratt, Jessica Ashwood en Leah Neale op de zesde plaats.
Tijdens de Olympische Zomerspelen van 2016 in Rio de Janeiro veroverde McKeon de bronzen medaille op de 200 meter vrije slag, daarnaast eindigde ze als zevende op de 100 meter vlinderslag. Samen met Brittany Elmslie, Bronte Campbell en Cate Campbell werd ze olympisch kampioen op de 4x100 meter vrije slag in een nieuw wereldrecord van 3.30,65. Op de 4x200 meter vrije slag legde ze samen met Leah Neale, Bronte Barratt en Tamsin Cook beslag op de zilveren medaille. Samen met Emily Seebohm, Taylor McKeown en Cate Campbell sleepte ze de zilveren medaille in de wacht op de 4x100 meter wisselslag.
Op de WK van 2017 in Boedapest behaalde McKeon 4 zilveren en 2 bronzen medailles. In april 2018 nam McKeon deel aan de Gemenebestspelen. Net als in 2014 was McKeon goed voor 4 gouden en 2 bronzen medailles. In de finale van de 4 x 100 meter vrije slag zwom het Australische viertal, bestaande uit Shayna Jack, Bronte Campbell, Emma McKeon en Cate Campbell in een tijd van 3.30,05 naar een wereldrecord. Tijdens de Pan-Pacifische kampioenschappen zwemmen van 2018 zwom McKeon 4 titels in 4 verschillende estafettenummers.

## Internationale toernooien
| Jaar | Olympische Spelen | WK langebaan | WK kortebaan | PanPacs | Pan-Ams       | Gemenebestspelen |
| ---- | --- | --- | --- | --- | ------------- | --- |
| 2010 | | | 9e 50m vrije slag · 8e 100m vrije slag · 4e 4x100m vrije slag · 4x100m wisselslag · McKeon zwom enkel de series                           | geen deelname |               | geen deelname |
| 2011 | | geen deelname | | | geen deelname | |
| 2012 | geen deelname | | geen deelname | |               | |
| 2013 | | 4x100m vrije slag · 4x200m vrije slag · McKeon zwom enkel de series · 4x100m wisselslag · McKeon zwom enkel de series                                                              | | |               | |
| 2014 | | | geen deelname | serie 100m vrije slag · 10e 200m vrije slag · 4e 100m vlinderslag · 4x200m vrije slag                                                          |               | 100m vrije slag · 200m vrije slag · 100m vlinderslag · 4x100m vrije slag · 4x200m vrije slag · 4x100m wisselslag                                                                          |
| 2015 | | 7e 200m vrije slag · 21e 50m vlinderslag · 4e 100m vlinderslag · 4x100m vrije slag · 6e 4x200m vrije slag · 4x100m wisselslag                                                      | | | geen deelname | |
| 2016 | 200m vrije slag · 7e 100m vlinderslag · 4x100m vrije slag · 4x200m vrije slag · 4x100m wisselslag                                   | | geen deelname | |               | |
| 2017 | | 8e 100m vrije slag · 200m vrije slag · 100m vlinderslag · 4×100 meter vrije slag · 4×200 meter vrije slag · 4×100 meter wisselslag · 4×100 meter wisselslag gemengd                | | |               | |
| 2018 | | | geen deelname | 50m vrije slag · 9e 100m vrije slag · 100m vlinderslag · 4x100m vrije slag · 4x200m vrije slag · 4x100m wisselslag · 4x100m wisselslag gemengd |               | 200m vrije slag · 100m vlinderslag · 200m vlinderslag · 4x100m vrije slag · 4x200m vrije slag · 4x100m wisselslag                                                                         |
| 2019 | | 4e 100m vrije slag · 100m vlinderslag · 4×100 meter vrije slag · 4×200 meter vrije slag · 4×100 meter wisselslag · 4×100 meter vrije slag gemengd · 4×100 meter wisselslag gemengd | | | geen deelname | |
| 2020 | | | | |               | |
| 2021 | 50m vrije slag · 100m vrije slag · 100m vlinderslag · 4x100m vrije slag · 4x200m vrije slag · 4x100m wisselslag · 4x100m wisselslag | | geen deelname | |               | |
| 2022 | | geen deelname | 50m vrije slag · 100m vrije slag · 4x50m vrije slag · 4x100m vrije slag · 4x50m wisselslag · 4x100m wisselslag · 4x50m vrije slag gemengd | |               | 50m vrije slag · 50m vlinderslag · 100m vrije slag · 100m vlinderslag · 4×100 meter vrije slag · 4×100 meter vrije slag gemengd · 4×100 meter wisselslag · 4×100 meter wisselslag gemengd |
| 2023 | | 5e 50m vrije slag · 5e 100m vrije slag · 4e 100m vlinderslag · 4x100m vrije slag · 4x100m wisselslag                                                                               | | | geen deelname | |
| 2024 | 6e 100m vlinderslag · 4x100m vrije slag · 4x100m wisselslag · 4x100m wisselslag gemengd · McKeon zwom enkel in de series            | geen deelname | 10 december - 15 december | |               | |

## Persoonlijke records
Bijgewerkt tot en met 22 september 2024
Kortebaan
| Afstand          | Tijd    | Datum            | Plaats    |
| ---------------- | ------- | ---------------- | --------- |
| 50m vrije slag   | 23,24   | 17 december 2022 | Melbourne |
| 100m vrije slag  | 50,58   | 9 oktober 2021   | Boedapest |
| 200m vrije slag  | 1.51,66 | 28 november 2015 | Sydney    |
| 50m vlinderslag  | 24,94   | 29 oktober 2021  | Kazan     |
| 100m vlinderslag | 55,39   | 26 oktober 2019  | Boedapest |
| 200m vlinderslag | 2.04,35 | 28 oktober 2017  | Adelaide  |

Langebaan
| Afstand          | Tijd    | Datum           | Plaats     |
| ---------------- | ------- | --------------- | ---------- |
| 50m vrije slag   | 23,81   | 1 augustus 2021 | Tokio      |
| 100m vrije slag  | 51,96   | 30 juli 2021    | Tokio      |
| 200m vrije slag  | 1.54,74 | 14 juni 2021    | Adelaide   |
| 50m vlinderslag  | 25,70   | 19 april 2024   | Gold Coast |
| 100m vlinderslag | 55,72   | 26 juli 2021    | Tokio      |
| 200m vlinderslag | 2.07,37 | 13 april 2017   | Brisbane   |